# Artemísio
Pour les articles homonymes, voir Artémision.
Artemísio ou dème d'Artémision (en grec : Αρτεμίσιο) est un ancien dème du nord de l'île d'Eubée, en Grèce.
Le nom fait référence à l'Artémision, le cap nord de l'île d'Eubée où existait dans l'antiquité un sanctuaire d'Artémis et où se déroula la bataille de l'Artémision.
Son siège est le village homonyme (348 hab) ; il a été renommé le 16 novembre 1926, et portait auparavant le nom turc de Kourbatsi (Κουρμπάτσι).
Le village de Pefki (Eubée) appartient au district municipal d'Artemisio.